# Nhị Trường
Nhị Trường là một xã thuộc tỉnh Vĩnh Long, Việt Nam.

## Địa lý
Xã Nhị Trường có vị trí địa lý:
- Phía đông giáp xã Cầu Ngang và Hiệp Mỹ
- Phía tây giáp xã Tập Sơn.
- Phía nam giáp xã Long Hiệp.
- Phía bắc giáp xã Châu Thành và Vinh Kim.

Xã Nhị Trường có diện tích 72.34 km², dân số năm 2025 là 38.184 người, mật độ dân số đạt 527 người/km².

## Hành chính
Xã Nhị Trường được chia thành 8 ấp: Ba So, Bông Ven, Chông Bát, Giồng Thành, Là Ca A, Là Ca B, Nô Lựa A, Nô Lựa B.

## Lịch sử
Ngày 3 tháng 10 năm 1996, Chính phủ ban hành Nghị định 57-CP về việc thành lập xã Trường Thọ trên cơ sở điều chỉnh một phần diện tích và dân số của xã Nhị Trường.
Ngày 15 tháng 10 năm 2019, Hội đồng Nhân dân tỉnh Trà Vinh ban hành Nghị quyết 157/NQ-HĐND về việc sáp nhập ấp Tụa vào ấp Ba So.
Ngày 16 tháng 6 năm 2025, Ủy ban Thường vụ Quốc hội ban hành Nghị quyết số 1687/NQ-UBTVQH15 về việc sắp xếp các đơn vị hành chính cấp xã của tỉnh Vĩnh Long năm 2025. Theo đó, sắp xếp toàn bộ diện tích tự nhiên, quy mô dân số của các xã Hiệp Hòa, Nhị Trường và Trường Thọ thành xã mới có tên gọi là xã Nhị Trường.
Sau khi sáp nhập, xã Nhị Trường có 72,34 km² diện tích tự nhiên và dân số 38.184 người.